# Linkebeek

Linkebeeks vapen.

Linkebeeks läge inom provinsen Vlaams-Brabant.

Linkebeek är en kommun i provinsen Vlaams-Brabant i regionen Flandern i Belgien. Linkebeek hade 4 787 invånare den 1 januari 2013.